# ラインメタルMG3
ラインメタルMG3（Rheinmetall MG3）は、ドイツ（開発当時は西ドイツ）・ラインメタル社製の汎用機関銃。
第二次世界大戦中に開発されたMG42を、戦後の運用状況にあわせて再設計したものである。1968年の量産開始以降、ドイツ連邦軍をはじめとする多数の国の軍隊で採用されており、量産開始から半世紀以上経つ2025年時点でも現役で運用されている。

## 概要

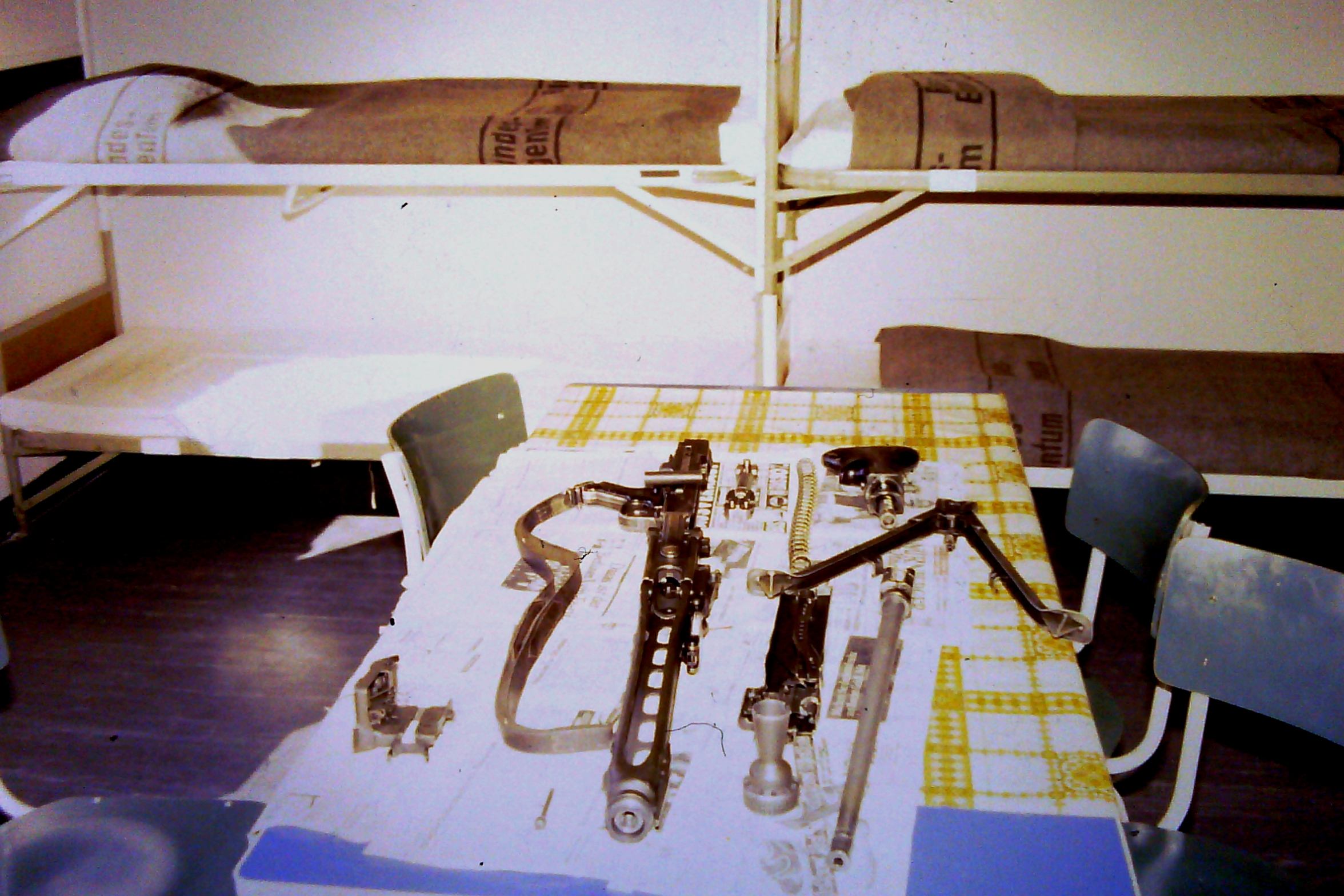
連邦軍の兵舎で分解されたMG3 (1982年)

MG3は、ドイツのラインメタル社で製造されている銃身空冷・ベルト給弾式・7.62x51mm NATO弾仕様の汎用機関銃であり、主にH&K G3 アサルトライフル採用国が装備しており、ドイツ以外にもイタリアのベレッタ、トルコ、ギリシャ、イラン、パキスタン、ミャンマーでライセンス生産されている。
この銃の基設計は、第二次世界大戦当時のドイツ国防軍（Wehrmacht）の汎用機関銃であったMG42であるが、使用弾が7.92x57mmモーゼル弾（8mm Mauser）から7.62x51mm NATO弾（7.62mm NATO弾）に変更され、同時に弾薬リンクもNATO標準のM13分離式リンクが使用可能になったことが最大の相違点である。

## 開発

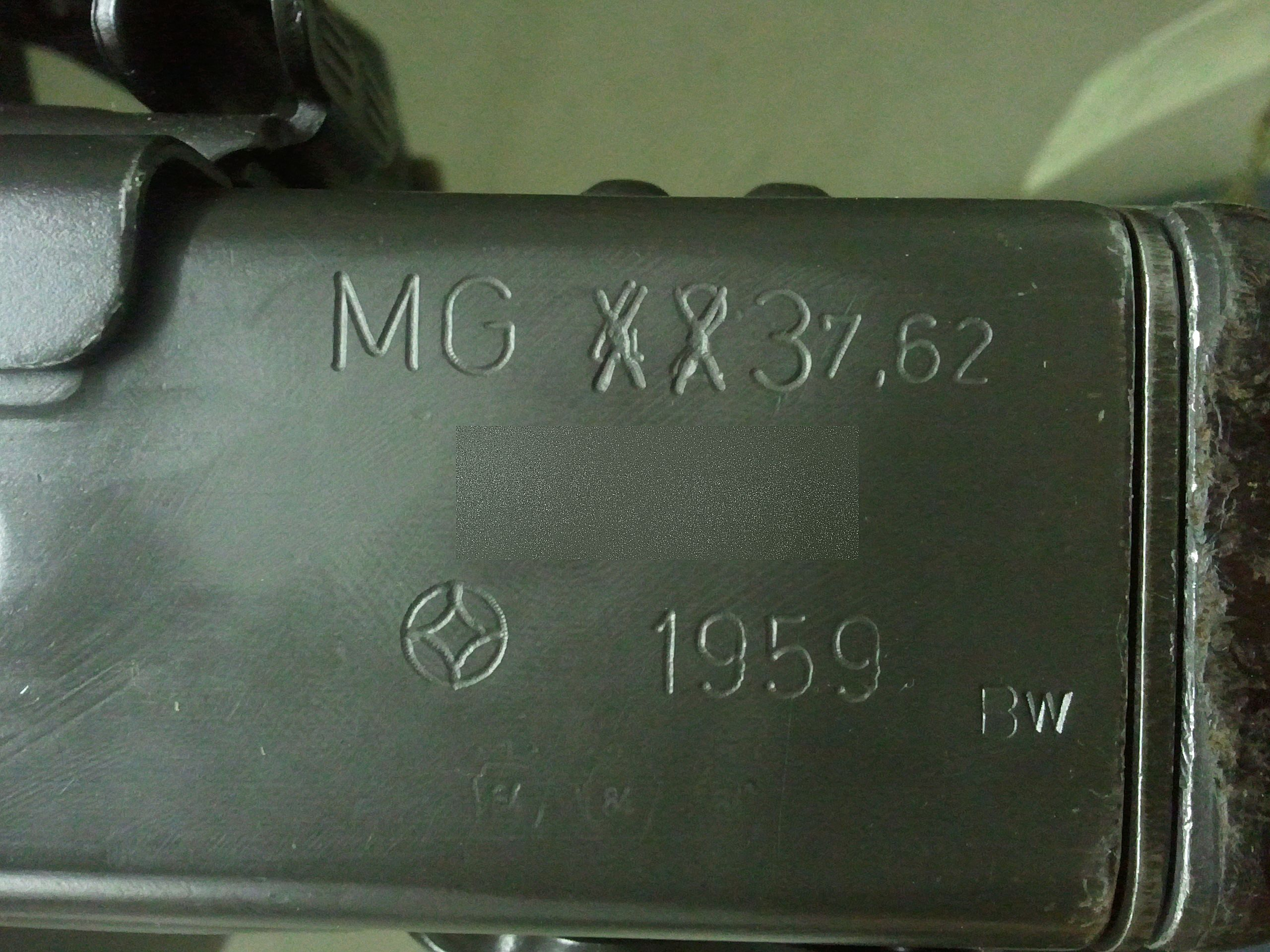
MG3に改造されたMG42

第二次世界大戦後、ナチス政権崩壊と共に国防軍も解体され、MG42を含む多数の兵器は、連合国に接収されることとなった。ドイツは第一次世界大戦後に続いてまたしても兵器製造を禁止されたが、間もなく冷戦が始まった事により西ドイツは1955年に再軍備と国産兵器の製造開発を容認された。そのため新たに編制された西ドイツのドイツ連邦軍は大量の機関銃を大至急で装備する必要があり、そこでMG42を7.62x51mm NATO弾に合わせて再設計したMG42/59をラインメタル社で製造、連邦軍はMG1の名称で正式採用した。
このMG1では、6種類の改良型が段階的に開発された。1966年にそれまでの運用実績に基づいて開発された7番目の最終型がMG3であり、1968年に量産が開始された。それ以前にアメリカ、イギリス、フランス、デンマーク、ノルウェー、オランダ、ベルギー、ルクセンブルクなどの西側に属する連合国や、かつての被占領国から返還されたMG42をMG1仕様に改修したMG2と呼ばれる機関銃も製造されていた。

## 仕様
MG3は、ベルト給弾空冷方式の機関銃である。

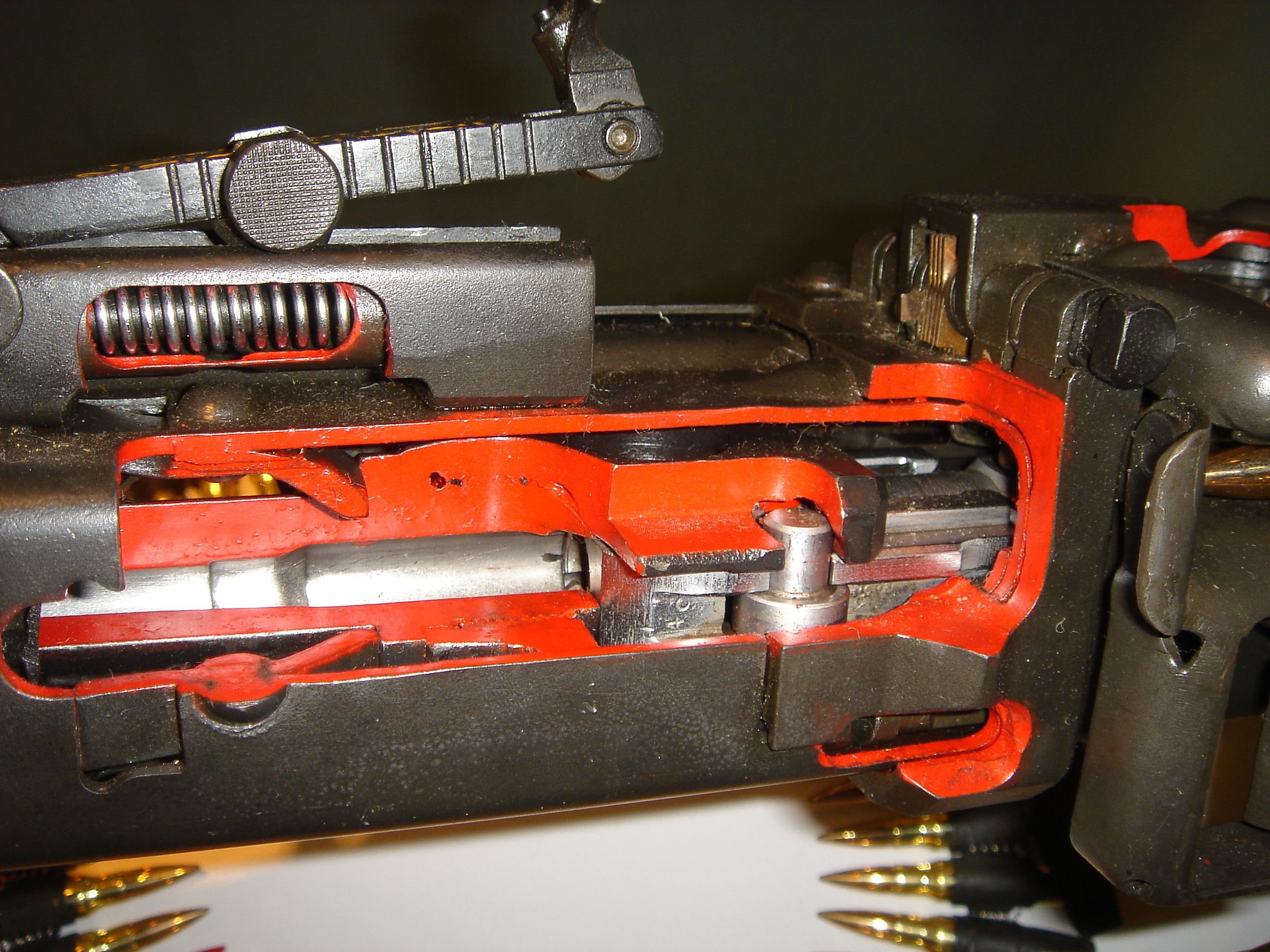
MG42/MG3のローラーシステム

戦後型のMG42/59（MG1）、MG3とも、50連ベルトを収納する為のドラムマガジン（グルト・トロンメル、Gurttrommel）が用意されている。これはMG34/MG42用の改良型であり、鋼板プレス製で、原型とは補強リブのパターンが異なっている。後にH&K社製の低価格の樹脂製ドラムマガジン（グルト・トロンメル）も用意されている。この樹脂製ドラムマガジンは、プレス製と異なり、横の蓋を開けて装弾する。また、樹脂製ドラムマガジンは、前後にロックが付いており、マガジン同士を連結して輸送することが可能である。
作動方式はMG42と同じオープンボルトのローラーロック式ショートリコイルであり、引き金を引くとボルトが前進し、撃発時にはボルトが銃身に2個のローラーで固定される。撃発後は薬莢を引き出して排出すると共に、リンクを弾丸1発分進める。
MG3の銃身は、これまたMG42と同様に熟練した人間なら10秒とかからず交換でき、150発ほど連射した段階で予備銃身と交換、それがまた過熱したら冷ました最初の銃身に再交換、と繰り返す。過熱したまま連射を続けると、ライフリングの摩耗が早まったり、銃身が膨張して弾道が安定しなくなるなどの問題が発生する。
汎用機関銃のベルト給弾機構の基本設計は全てMG42が基となっているが、FN MAGやM60用の分離式メタルリンクはMG1やMG2では使用できず、50発単位もしくは120発単位で非分離式リンクに弾丸をセットする必要があったためにリンクにセットされた弾薬を機関銃同士で使いまわすことができなかったが、MG3では分離式リンクが使用可能になった。
MG3の運用には交換用銃身の他に、銃身交換時に手を火傷しないための耐熱布（MG3やMG42の銃身には、FN MAGやPKのようなキャリングハンドル兼用の銃身交換用ハンドルが無い）と交換した銃身を置いて冷やすための耐熱マットレスが必要である（直接地面の上に置くと、地面に面した部分が急激に冷やされて歪む）。

## 派生型

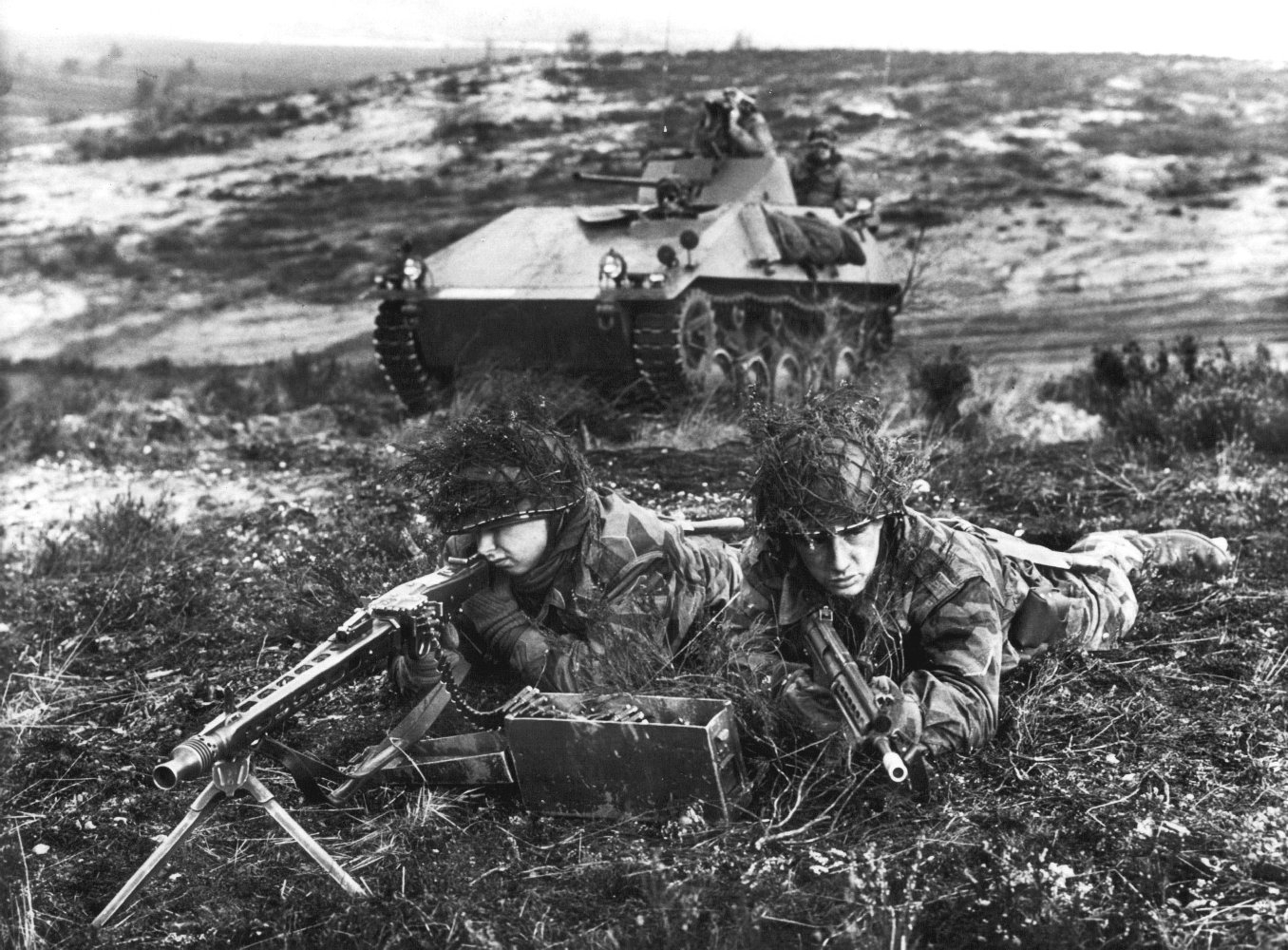
演習中の西ドイツ連邦軍の兵士たち。 写真はMG3の前身であるMG1A3、 右の兵士はG3を携行。 後方にはSPz 11-2。（1960年）

MG1
基本型。MG42の使用弾薬を変更したもの。
MG1A1（MG42/58）
照準器を7.62x51mm NATO弾に適合させ、銃身の内面をクロームメッキで強化したもの。既存のMG1はA1型へ改修された。
MG1A2（MG42/59）
分離式リンク（アメリカ製M13およびドイツ製DM1）を使用可能とした。ボルトの質量を増加して連射速度を毎分700～900発に抑制。機関部後端のバッファーを強化型に更新。射撃時の撃発不良対策として、ボルトが前進端に当たった衝撃で跳ね戻る現象を防止する安全装置が追加された。エジェクションポートも拡大された。

MG1A3
A1のリコイルブースター、ボルト、二脚を再設計。また、対空銃架への架装に対応。
MG1A4
MG1を装甲車両の同軸機銃などに使用するための固定装備型。
MG1A5
MG1A3をMG1A4仕様に改修したもの。

MG2
MG42を直接MG1仕様に改修したもの。使用期間は短く、後に全てがMG1およびMG3に更新されている。
MG3
MG1の給弾機構を改良した型。給弾トレイにリンクの抜け止め機能が追加された。また、簡易対空照準器を装着できるようにした。
MG3A1
車両などに装備するための固定装備型で、二脚やストックなどは省略されている。同軸機関銃やRWS搭載用として運用。MG1A4の代換。
MG3E
約1.3kgほど軽量化した型。アメリカにおいてM60の後継機関銃候補として出品されたが、FN MAG（M240）に敗れた。
MG14z
MG3の双銃身（Zwilling＝ツヴィリン（最後のgは発音しない）、二連装）型。MG3のレシーバーを流用しているが、他の部品は新規開発。発射速度は毎分600～3000発。
MG42/59
ベレッタ社によるライセンス生産品。ボルトの質量を増加して連射速度を抑制。

## 使用国
MG3は、ドイツ連邦軍の主力機関銃として、車載用から対空用まで広く使われている。たとえば、レオパルト1主力戦車や、その後継車両のレオパルト2・PzH2000自走榴弾砲・マルダー歩兵戦闘車・フクス装甲兵員輸送車など、ドイツ連邦軍に採用された装甲戦闘車両に固有の装備として搭載されている。歩兵の分隊機関銃としては、小銃の5.56mm化に伴いH&K MG4に代替されつつあるが、火力支援用として使用され続けている。
- NATO加盟国
  - ドイツ[1]、デンマーク、エストニア、リトアニア、ギリシャ、イタリア、ノルウェー、ポルトガル、スペイン、ポーランド、トルコ、アイスランド
- 非NATO加盟国
  - オーストリア、スイス、スウェーデン、フィンランド、ユーゴスラビア、オーストラリア、チリ、ミャンマー、イラン、パキスタン、サウジアラビア

## 登場作品

### ゲーム
『Alliance of Valiant Arms』
護衛ミッションで登場するレオパルト2の上に据え付けてある。プレイヤーはこれを使って攻撃することが可能。
『OPERATION7』
GoldならLv15で購入できる。装弾数は120発。
『War Thunder』
ドイツの戦後車両が同軸・対空機銃として装備している。
『ドールズフロントライン』
萌え擬人化されたものが星4戦術人形「MG3」として登場。
『バトルフィールドシリーズ』
『BFBC』
キャンペーン中盤の敵の兵舎に置いてある。マルチプレイでは援護兵の装備として使用可能。
『BFBC2』
キャンペーン序盤の残橋に置いてある。マルチプレイでは衛生兵の装備として使用可能。

『メタルギアソリッド ピースウォーカー』
開発することで使用可能。弾数が76発の物と150発の物がある。

### アニメ･ライトノベル
『Angel Beats!』
死んだ世界戦線（SSS）メンバーの松下が使用。